# Propallene crassimanus
Propallene crassimanus är en havsspindelart som beskrevs av Stock, J.H. 1959. Propallene crassimanus ingår i släktet Propallene och familjen Callipallenidae. Inga underarter finns listade i Catalogue of Life.